# Theodore TY02

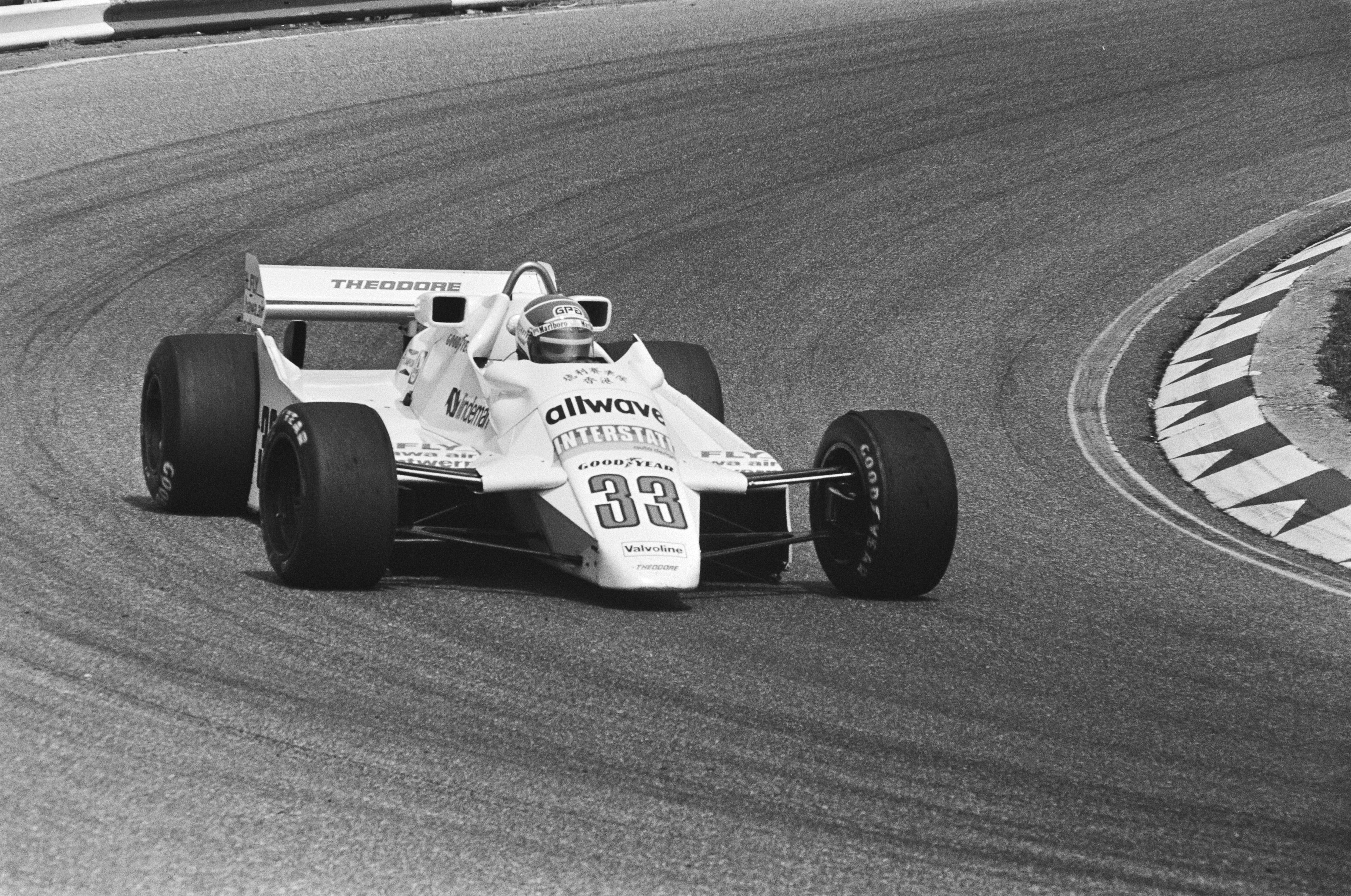
Jan Lammers im Theodore TY02 beim Großen Preis der Niederlande 1982

Der Theodore TY02 war ein Formel-1-Rennwagen des britischen Rennstalls Theodore Racing, das in der Saison 1982 eingesetzt wurde. Das Auto war erfolglos. Es erreichte in dem gesamten Jahr keinen Zieleinlauf.

## Technik
Der Theodore TY02 wurde wie der TY01 nach einem Entwurf von Tony Southgate gebaut. Zwei Exemplare wurden im Laufe der Saison fertiggestellt. Die Fahrzeuge hatten ein Aluminium-Monocoque in Wabenbauweise und waren Ground-Effekt-Rennwagen. Die Wagen hatten extrem breite Seitenkästen und waren schwer zu fahren. Als Motor diente das bewährte Aggregat von Cosworth.

## Renneinsätze
Die Piloten mühten sich die gesamte Saison um den TY02 für einen Grand Prix zu qualifizieren. Die beste Platzierung für das Fahrzeug schaffte Derek Daly gleich beim ersten Rennen in Südafrika mit Rang. 14. Sowohl Tommy Byrne als auch Jan Lammers und Geoff Lees blieben mit dem TY02 erfolglos.
1983 kam der N183, der ursprünglich ein Ensign war und dem Team Punkte in der Weltmeisterschaft brachte.

## Resultate
| Fahrer               | Nr.                  | 1 | 2   | 3   | 4 | 5   | 6   | 7   | 8   | 9   | 10  | 11  | 12  | 13  | 14  | 15  | 16  | Punkte | Rang |
| -------------------- | -------------------- | - | --- | --- | - | --- | --- | --- | --- | --- | --- | --- | --- | --- | --- | --- | --- | ------ | ---- |
| Formel-1-Saison 1982 | Formel-1-Saison 1982 |   |     |     |   |     |     |     |     |     |     |     |     |     |     |     |     | 0      | —    |
| D. Daly              | 33                   |   | DNF | DNF |   |     |     |     |     |     |     |     |     |     |     |     |     | 0      | —    |
| J. Lammers           | 33                   |   |     |     |   | DNQ | DNQ | DNQ |     | DNF | DNQ | DNQ |     |     |     |     |     | 0      | —    |
| J.Lees               | 33                   |   |     |     |   |     |     |     | DNF |     |     |     |     |     |     |     |     | 0      | —    |
| T. Byrne             | 33                   |   |     |     |   |     |     |     |     |     |     |     | DNQ | DNF | DNQ | DNQ | DNF | 0      | —    |